# Burke (Vermont)
Burke es un pueblo ubicado en el condado de Caledonia en el estado estadounidense de Vermont. En el año 2010 tenía una población de 1.753 habitantes y una densidad poblacional de 19,88 personas por km².

## Geografía
Burke se encuentra ubicado en las coordenadas 44°36′56″N 71°57′15″O / 44.61556, -71.95417.

## Demografía
Según la Oficina del Censo en 2000 los ingresos medios por hogar en la localidad eran de $35,268 y los ingresos medios por familia eran $41,563. Los hombres tenían unos ingresos medios de $28,977 frente a los $19,509 para las mujeres. La renta per cápita para la localidad era de $20,697. Alrededor del 13.9% de la población estaban por debajo del umbral de pobreza.